# Percy Wyld
Percy Wyld (7 de junho de 1907 — 1972) foi um ciclista britânico que competiu nos Jogos Olímpicos de 1928 em Amsterdã, onde conquistou uma medalha de bronze na prova de perseguição por equipes, formando equipe com George Southall, e seus irmãos Harry e Lew Wyld.